# Parc d'État de Grabine Lakeside
Le parc d'État de Grabine Lakeside est un parc d'État près de Cowra, en Nouvelle-Galles du Sud en Australie. Il est géré par le département des Parcs d'État de Nouvelle-Galles du Sud au Ministère des terres.